# Punktskriftsnämnden
Punktskriftsnämnden är punktskriftens språknämnd. Nämnden utses av regeringen. Den är knuten till Myndigheten för tillgängliga medier. 
Punktskriftsnämnden ska fastställa regler och rekommendationer för hur punktskrift ska skrivas. Utgångspunkten är svenska skrivregler, men när det gäller exempelvis stilar, naturvetenskap och viss layout måste skillnader göras. 
Nämnden ska även propagera för punktskriften som ett skriftspråk för gravt synskadade och blinda personer. Det kan handla om att propagera för att mer litteratur ska göras i punktskrift eller att få till stånd bättre punktskriftsundervisning.